# St. Thomas (Adlkofen)

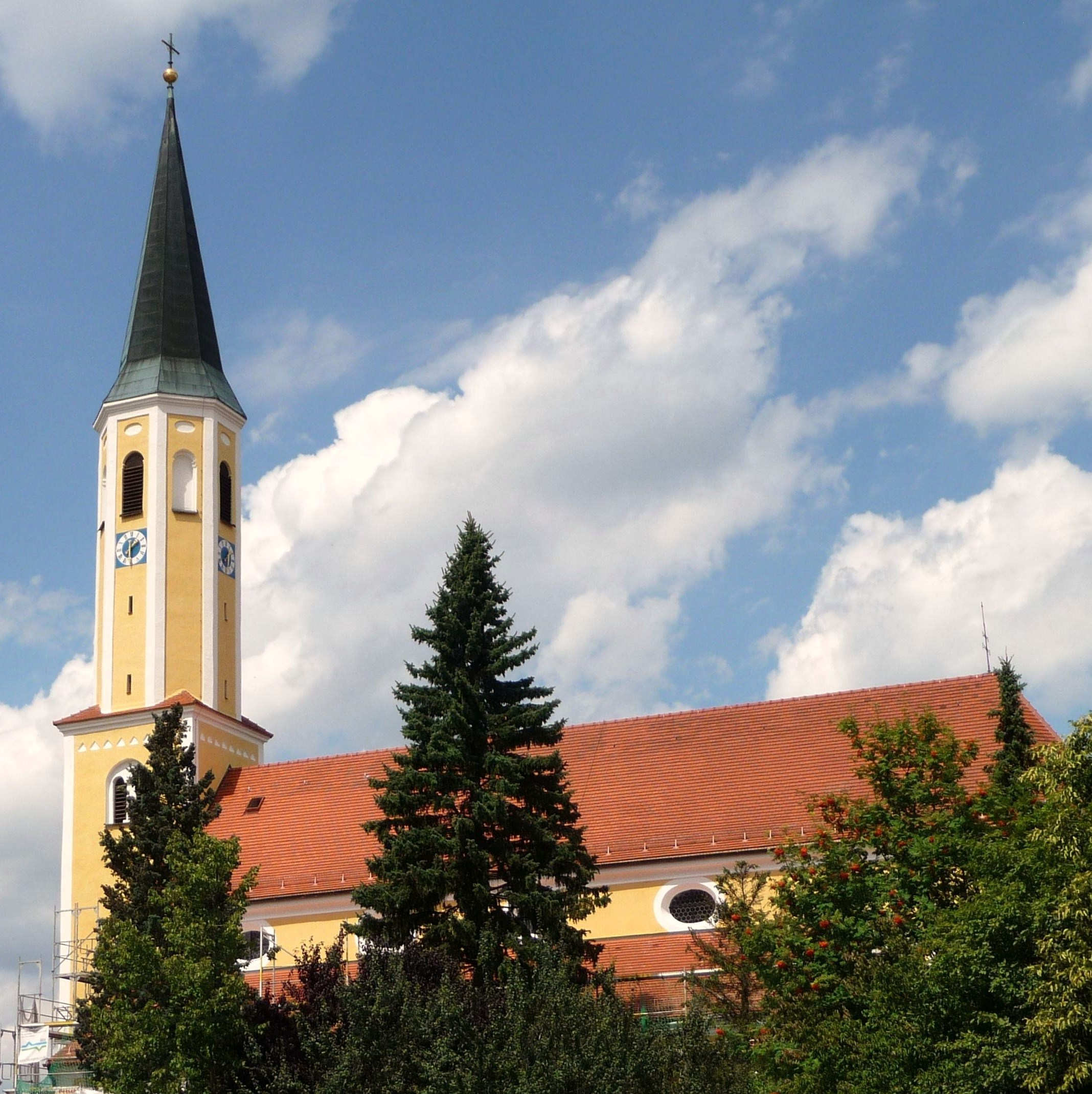
Außenansicht der Pfarrkirche St. Thomas von Süden

Die römisch-katholische Pfarrkirche St. Thomas in Adlkofen im niederbayerischen Landkreis Landshut ist eine dreischiffige Barockkirche, die in den Jahren 1722 bis 1724 anstelle eines spätromanischen Vorgängerbaus aus dem 13. Jahrhundert errichtet wurde. Von diesem ist nur noch der Turmunterbau erhalten. Das Patrozinium des Apostels Thomas (Gedenktag: 3. Juli) ist im altbayerischen Raum sehr selten. Die Pfarrkirche in Adlkofen ist die einzige Pfarrkirche im Bistum Regensburg mit diesem Patrozinium.

## Geschichte
Wohl bereits vor dem Jahr 1000 wurde in Adlkofen eine Kirche aus Holz erbaut, die im 13. Jahrhundert durch einen ersten Kirchenbau aus Stein, eine einschiffige Saalkirche mit Rundbogenfenstern, ersetzt wurde. Davon ist nur der massive Westturm erhalten. Bei einem schweren Unwetter im Jahr 1722 nahmen die Kirche und insbesondere der Turm Schaden, woraufhin Pfarrer Ulrich Deibl unverzüglich den Wiederaufbau und die Neugestaltung der Kirche im Barockstil veranlasste. Unter der Leitung des Landshuter Stadtmauermeisters Johann Georg Hirschstötter wurde bis zum Jahr 1724 der Wiederaufbau vorgenommen. Dabei wurde auf den noch erhaltenen, spätromanischen Turmunterbau ein Oktogon mit bekrönender Zwiebelhaube aufgesetzt. Da auch der Dachstuhl und die Seitenwände baufällig waren, entschloss man sich dazu, das gesamte Langhaus abzureißen und in einer dreischiffigen, basilikalen Form wieder aufzubauen. Der Chor, der erst um 1700 erneuert worden war, konnte dagegen belassen werden. Anstelle der Zwiebelhaube wurde dem Turm im Jahr 1861 ein Spitzhelm aufgesetzt; dadurch erreichte der Bau im Wesentlichen seine heutige Form.
Die letzte Renovierungsmaßnahme wurde 2012 abgeschlossen. Dabei wurden ein neuer Ambo und ein neuer Volksaltar aus hellem Kalkstein aufgestellt.

## Architektur

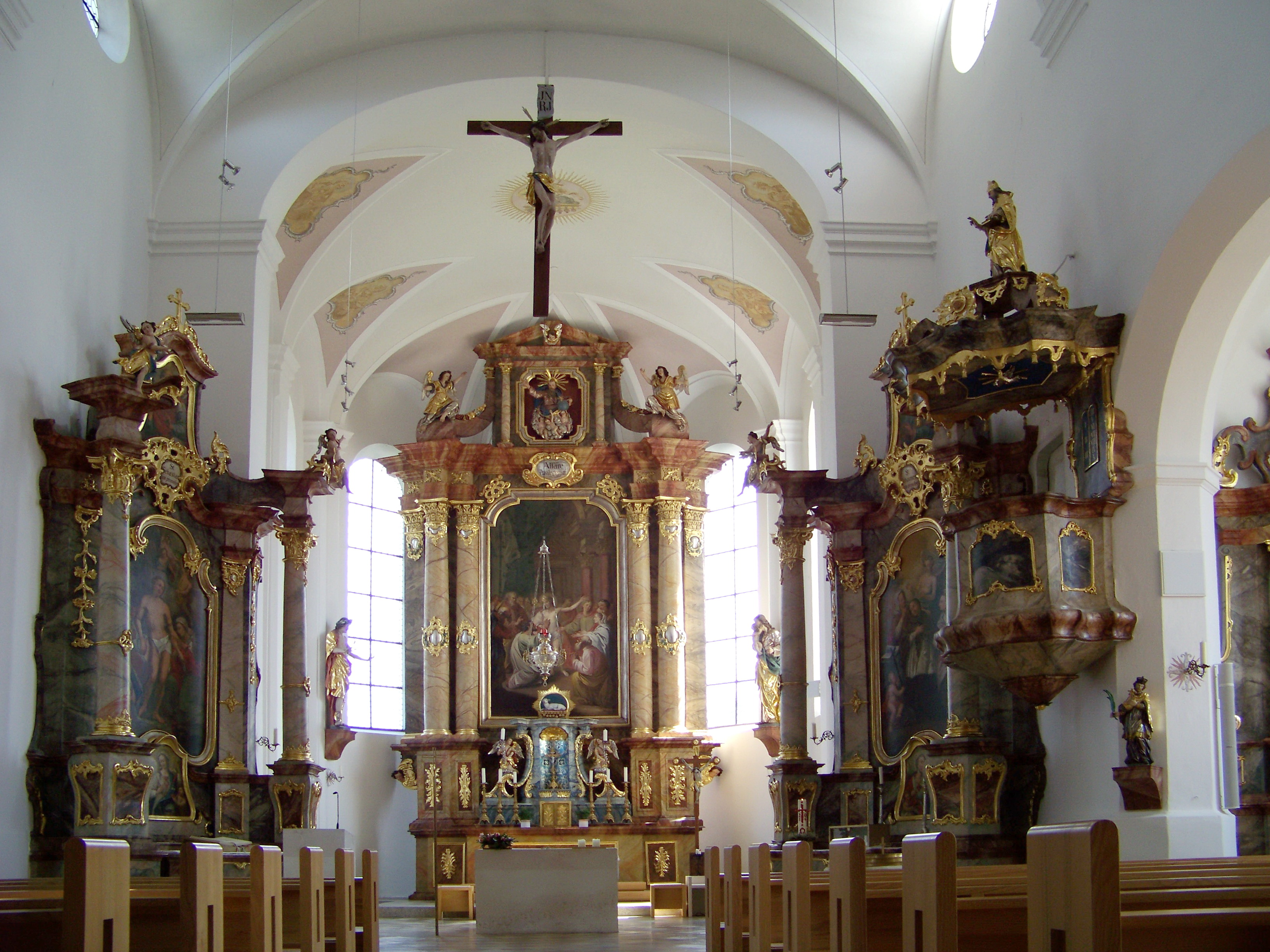
Innenansicht

### Maße
Der Kirchenbau besitzt in etwa folgende Abmessungen:
Mittelschiff
- Länge: 25,90 Meter
- Breite: 9,77 Meter
- Höhe: 10,70 Meter

Seitenschiffe
- Breite: 4,15 Meter
- Höhe: 5,65 Meter

Turm
- Grundriss: 5,14 × 4,00 Meter
- Höhe: 44,05 Meter
  - davon spätromanischer Unterbau: 18,00 Meter
  - davon barocker Achteckaufsatz: 11,40 Meter
  - davon neugotischer Spitzhelm: 12,00 Meter
  - davon Turmkreuz: 2,65 Meter

### Außenbau
Bei dem nach Osten ausgerichteten, dreischiffigen Bau handelt es sich vom Bautyp her um eine Basilika. Dem vierjochigen Mittelschiff sind im Norden und Süden deutlich schmälere und niedrigere, dreijochige Seitenschiffe angefügt. Auf der Ostseite ist der Chorraum angebaut, welcher gleich hoch und gleich breit wie das Mittelschiff und mit diesem unter einem gemeinsamen Satteldach vereinigt ist. Letzterer umfasst zwei Joche und schließt in drei Seiten des Achtecks. Nördlich und südlich lehnen sich im Winkel zwischen Chor und Seitenschiffen Sakristeianbauten an. Am westlichen Joch ist auf der Südseite eine kleine, nur 1,20 Meter tiefes Vorzeichen angebaut. Hier und auf der gegenüberliegenden Seite (dort jedoch ohne Vorzeichen) befinden sich die Kirchenportale.
Der ausspringende, genau auf der Mittelachse angeordnete Westturm besteht aus einem weitgehend ungegliederten, quadratischen Unterbau, welcher fünf Geschosse umfasst und der Spätromanik zuzurechnen ist. Die unteren vier Geschosse enthalten lediglich rechteckige Lichtschlitze, das fünfte Geschoss weist auf der Nord- und Südseite jeweils gekuppelte, rundbogige Schallöffnungen mit quadratischem Mittelpfeiler auf. Diese sind von je einer Rundbogenblende hinterlegt. Darüber und auf der Westseite des Turmes zieht sich ein Fries mit Giebelbogenmuster entlang. Knapp oberhalb des Dachfirstes vermittelt ein Gesims den  Übergang zu einem langen, oktogonalen Schaft, der in der Barockzeit aufgesetzt wurde. Den oberen Abschluss bildet ein achtseitiger Spitzhelm aus dem 19. Jahrhundert mit Turmkugel und Kreuz.

### Innenraum
Das Hauptschiff wird von einem Flachtonnengewölbe, das als Schalgewölbe ausgeführt ist, überspannt. Quer zur Ost-West-Ausrichtung der Kirche schneiden Stichkappen in das Gewölbe; in diesen sitzen kleine, querovale Fenster, die – von außen als Obergaden wahrnehmbar – das Mittelschiff beleuchten. Das Gewölbe ruht im Chorraum auf gefasten Pilastern, im Mittelschiff auf Gesimsstücken. Die Seitenschiffe werden ebenfalls von Stichkappentonnen überwölbt, besitzen aber deutlich größere Rechteckfenster mit rundbogigem Abschluss. Korbbogige, an den Kanten abgeschrägte Scheidbögen auf gedrungenen Achteckpfeilern trennen die Schiffe. Im rückwärtigen Langhausjoch wurde im Jahr 1764 eine hölzerne Doppelempore eingezogen, deren Geschosse sich lediglich über die Breite des Mittelschiffs erstrecken; im oberen Geschoss ist die Orgel mit Brüstungspositiv untergebracht.

## Ausstattung

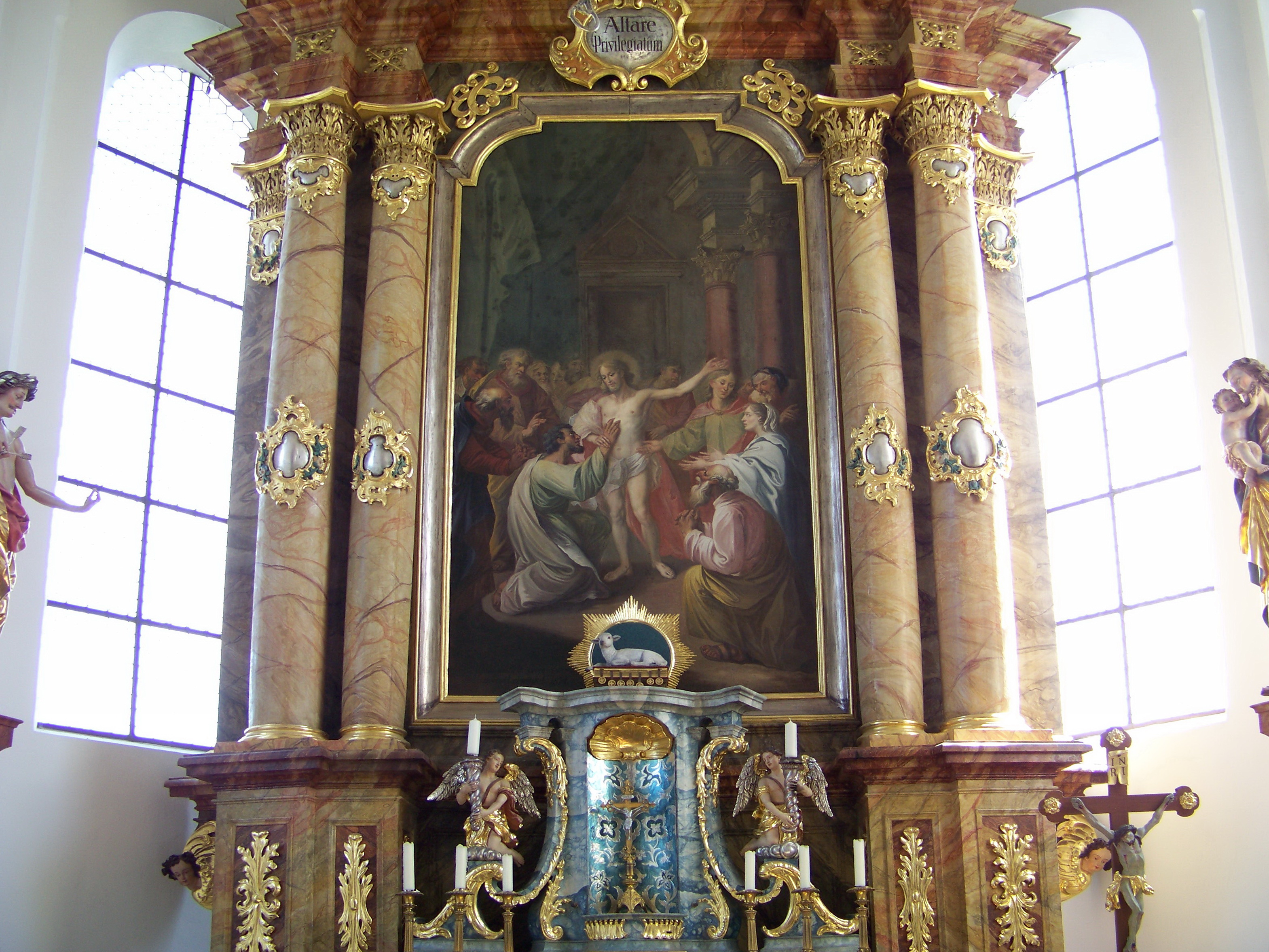
Hochaltar

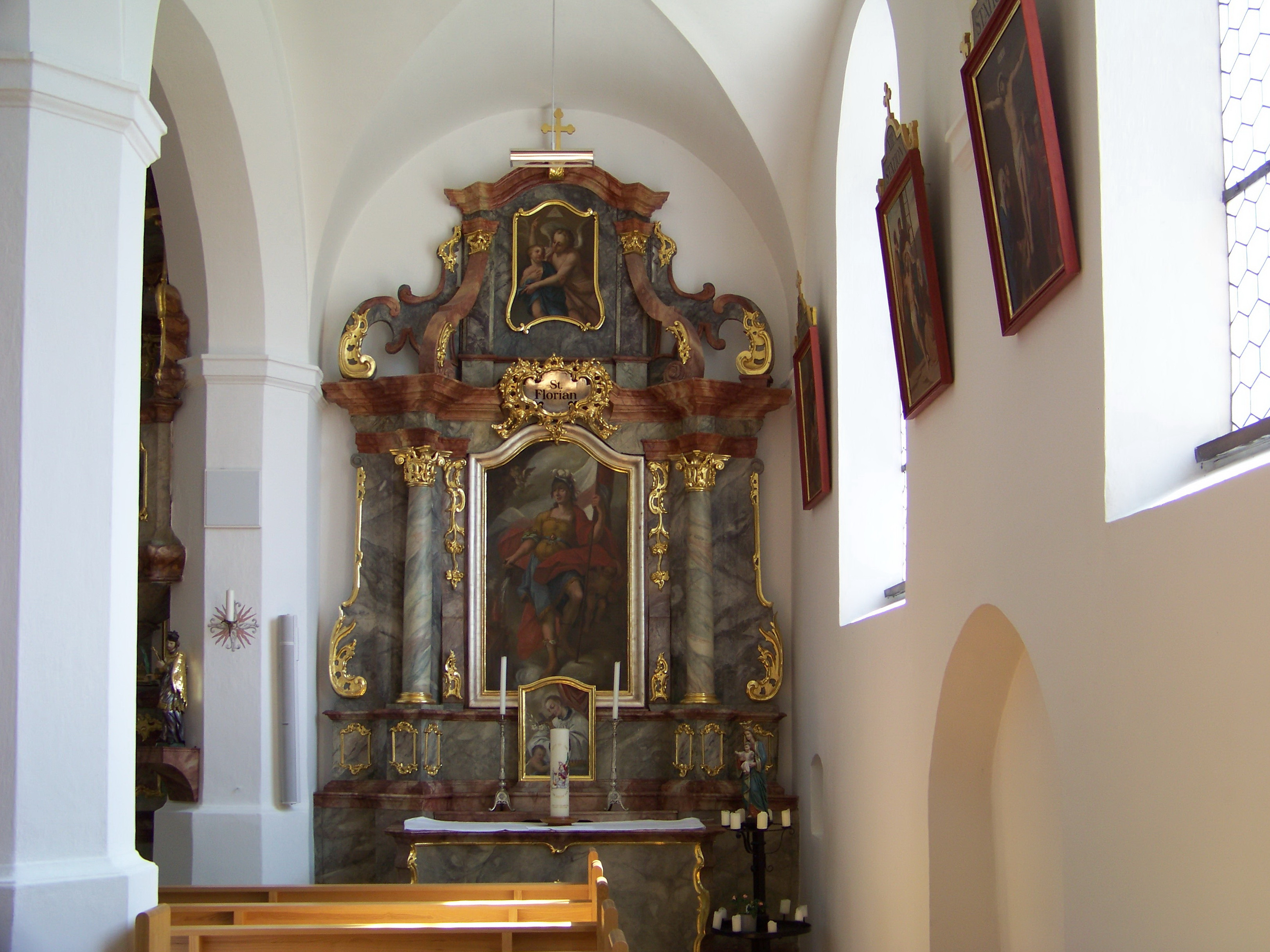
Altar im südlichen Seitenschiff

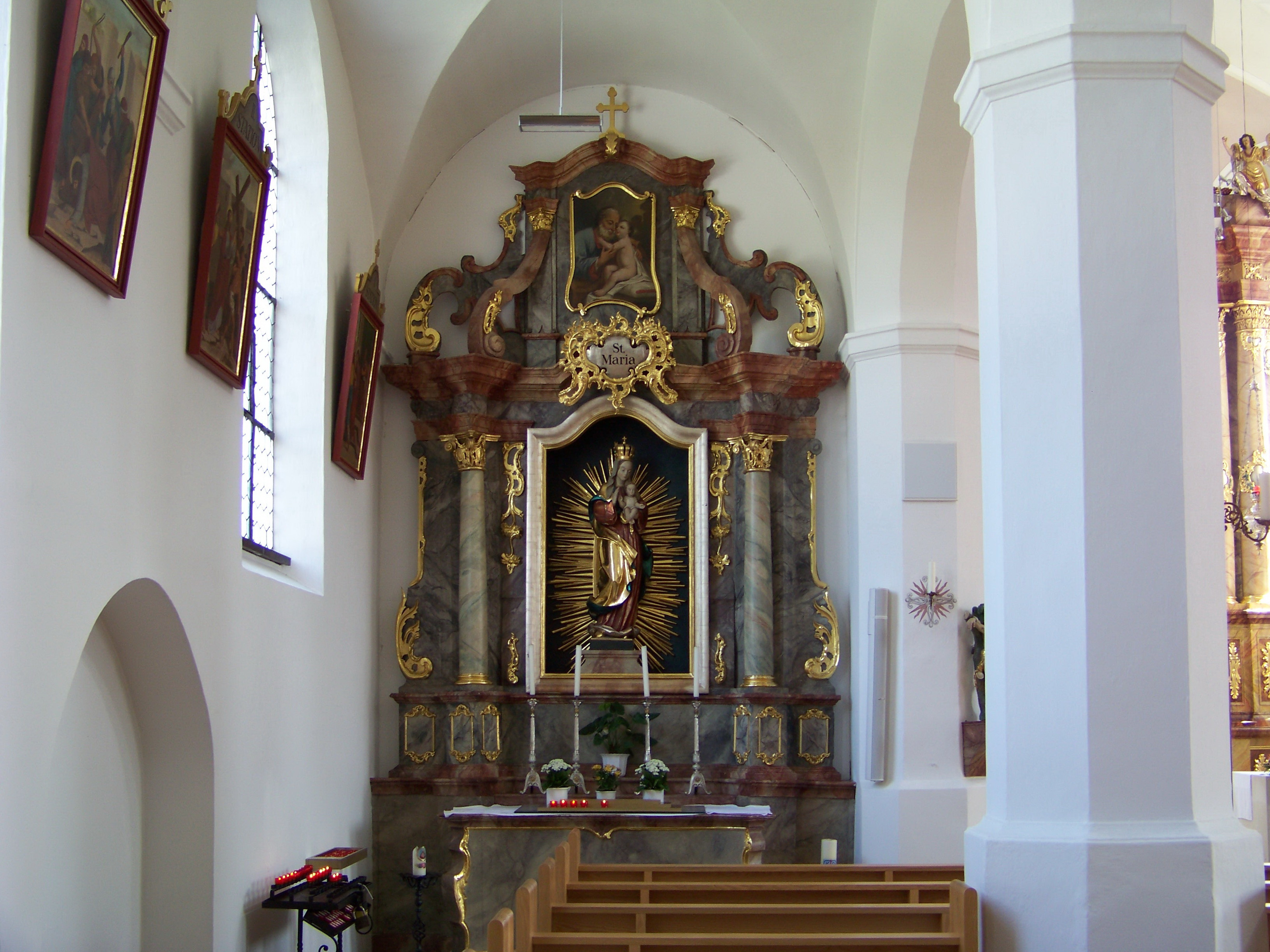
Altar im nördlichen Seitenschiff

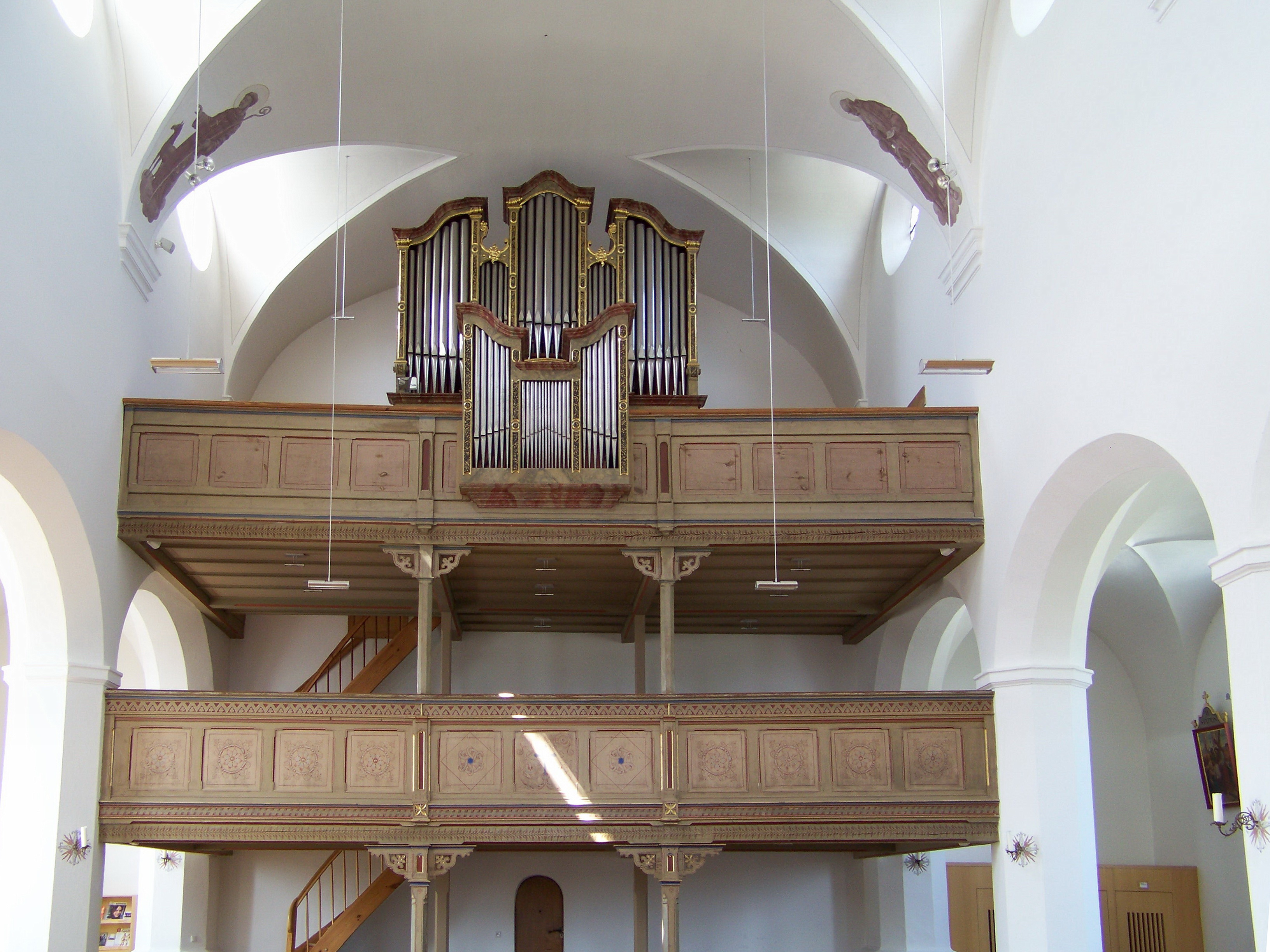
Blick zur Doppelempore mit Orgel auf der oberen Empore

### Wand- und Deckengemälde
Der ursprünglich nicht ausgemalte Kirchenraum wurde in den Jahren 1938 bis 1940 mit einigen Fresken des Landshuter Kirchenmalers Karl Schwarz aufgelockert. In den Stichkappen des Chores ist jeweils einer der vier Evangelisten dargestellt, mittig über dem Zelebrationsaltar befindet sich ein Medaillon mit einer Darstellung des Lammes Gottes auf dem Buch mit den sieben Siegeln. Außerdem befinden sich in den Gewölbezwickeln des Mittelschiffs Gemälde der Heiligen Wendelin (links vorne), Notburga, Konrad (links hinten), Leonhard (rechts hinten), Katharina und Isidor (rechts vorne).

### Hochaltar
Der Aufbau des Hochaltares, der von zwei in der Tiefe gestaffelten Säulenpaaren und zwei Pilastern getragen wird, wurde im Jahr 1722 von dem Vilsbiburger Schreiner Veit Cranzberger errichtet. Über dem von zwei Anbetungsengeln flankierten Tabernakel befindet sich das große Hochaltarblatt, das 1814 von dem Maler Clemens della Croce aus Burghausen geschaffen wurde. Es handelt sich dabei um eine Darstellung des Kirchenpatrons Thomas inmitten der Apostel, dem der auferstandene Jesus Christus erscheint. Zudem ist eine Frauengestalt im Büßergewand zu sehen, bei der es wahrscheinlich um Maria Magdalena handelt. Das Gemälde ersetzte eine Altarblatts des Malers Ignaz Kauffmann aus Teisbach bei Dingolfing von 1764, dem es nach Ansicht des damaligen Pfarrers Brandmeier an Aussagekraft mangelte. Über den Verbleib des Kauffmann'schen Altarblatts ist nichts bekannt. In dem von engelbesetzten Voluten begleiteten Auszug ist eine Reliefdarstellung von Gott Vater auf Gewölk zu sehen.

### Seitenaltäre
Die im Stile des späten Rokoko gestalteten Seitenaltäre sind um 1770 entstanden. Deren Altarblätter wurden von dem Landshuter Josef Abfalter gemalt. Dabei sind die Altäre links und rechts des Chorbogens sowie die Altäre an den Stirnwänden der Seitenschiffe jeweils als Pendants angelegt.
Die Aufbauten der beiden Chorbogenaltäre sind stark konkav ausgeführt. Von dem Retabel abgesetzt erheben sich links und rechts der Altarmensa zwei Rundsäulen auf hohen Sockeln, die jeweils das äußere Ende des ausladenden Gebälks mit einer kleinen, engelbesetzten Volute tragen. Der rechte Chorbogenaltar ist dem heiligen Johannes Nepomuk geweiht, sein Pendant auf der linken Seite dem heiligen Sebastian.
Dagegen besitzen die beiden Seitenschiffaltäre zwar dem Betrachter vorgezogenes Säulenpaar, aber es entsteht keine vergleichbare dreidimensionale Wirkung wie bei den Chorbogenaltären. Der Altar an der Stirnseite des südlichen Seitenschiffs ist dem heiligen Florian geweiht, der wiederum als Pendant ausgeführte Altar im Nordschiff der Gottesmutter Maria. Letzterer wurde am 1. Mai 1945, also kurz vor dem Ende des Zweiten Weltkriegs durch eine amerikanische Granate getroffen. Auch die Glasfenster des nördlichen Seitenschiffs gingen dabei zu Bruch. Das Marienbildnis an dem Altar wurden vollständig und erst im Jahr 1960 durch eine Marienstatue des aus Schlesien stammenden Bildhauers Hans Walitschek ersetzt, der sich nach dem Krieg als Vertriebener in Landshut niederließ.

### Kanzel
Die Kanzel ist wie die Seitenaltäre im Rokokostil gehalten und dürfte vom gleichen Meister stammen.

### Taufstein
Zu den ältesten Ausstattungsstücken der Kirche gehört der 96 Zentimeter hohe, gotische Taufstein, der im südlichen Seitenschiff aufgestellt ist. Das 88 Zentimeter durchmessende Becken aus dem 15. Jahrhundert steht auf einem gedrungenen, quadratischen Fuß von 52 Zentimetern Kantenlänge.

### Epitaph
In etwa genauso alt ist der gotische Grabstein für Pastor Karol, den ersten namentlich bekannten Priester der Pfarrei Adlkofen. Bis zur Barockisierung war wohl an einer Außenmauer angebracht. Bei Renovierungsarbeiten in den 1960er Jahren wurde er im Boden des Mittelgangs aufgefunden. Seither ist er an der Innenwand links neben der Eingangstür angebracht. Unter mehreren Epitaphien in der Pfarrkirche ist er der älteste.

### Orgel
Im Jahr 1903 hatte Ludwig Edenhofer junior aus Deggendorf als Ersatz für ein Vorgängerinstrument aus der Entstehungszeit der Kirche eine Orgel mit 12 Registern auf zwei Manualen und Pedal erbaut. Das Kegelladeninstrument hatte pneumatische Spiel- und Registertrakturen. 1983 wurde diese durch einen Neubau von Günter Ismayr ersetzt. Das Schleifladeninstrument mit mechanischen Spiel- und Registertrakturen umfasst insgesamt 14 Register auf zwei Manualen und Pedal. Beim Orgelneubau wurden drei Register der Vorgängerorgel übernommen. Das Gehäuse für das neue Rückpositiv wurde stilistisch dem neobarocken Prospekt angepasst, der von der Edenhofer-Orgel übernommen wurde.
| I Hauptwerk C–f3 |            |        |
| 1.               | Bourdon    | 16′    |
| 2.               | Prinzipal0 | 08′    |
| 3.               | Gamba      | 08′    |
| 4.               | Tibia      | 08′    |
| 5.               | Oktav      | 04′    |
| 6.               | Mixtur III | 02 ⁄3′ |

| II Manual C–f3 |                    |    |
| 07.            | Geigenprinzipal    | 8' |
| 08.            | Lieblich Gedeckt 0 | 8′ |
| 09.            | Salicional         | 8′ |
| 10.            | Traversflöte       | 4′ |

| Pedal C–d1 |            |     |
| 11.        | Subbaß     | 16′ |
| 12.        | Violonbaß0 | 08′ |

- Koppeln: II/I, I/P, II/P, Super I, Super II/I

| I Rückpositiv C–g3 |           |       |
| 1.                 | Rohrflöte | 8′    |
| 2.                 | Dolkan    | 4′    |
| 3.                 | Prinzipal | 2′    |
| 4.                 | Sifflöte  | 1 ⁄3′ |

| II Hauptwerk C–g3 |                       |                         |                       |
| 05.               | Flöte                 | 8'                      |                       |
| 06.               | Lieblich Gedeckt      | 8′                      | [ Anm. 1 ] [ Anm. 2 ] |
| 07.               | Prinzipal             | 4′                      |                       |
| 08.               | Flöte                 | 4′                      | [ Anm. 1 ] [ Anm. 2 ] |
| 09.               | Gemshörnlein          | 2′                      | [ Anm. 1 ]            |
| 10.               | Septsesquialter III 0 | 2 ⁄3′ + 1 3⁄5′ + 1 ⁄7′0 | [ Anm. 1 ]            |
| 11.               | Mixtur III            | 1 ⁄3′                   |                       |
|                   | Tremulant             |                         | [ Anm. 1 ]            |

| Pedal C–f1 |           |      |            |
| 12.        | Subbaß    | 16′  |            |
| 13.        | Violonbaß | 08′0 | [ Anm. 2 ] |
| 14.        | Choralbaß | 04′  |            |

- Koppeln: I/II, I/P, II/P
- Spielhilfen: 1 freie Kombination, Auslöser, Tutti, Schwelltritt

Anmerkungen:
1. 1 2 3 4 5  schwellbares Register
2. 1 2 3  Register von der Edenhofer-Orgel übernommen

### Glocken
Anstelle der im Ersten Weltkrieg abgelieferten Glocke, die 1826 von Wolfgang Hubinger aus München gegossen wurde, zog man im Jahr 1920 vier Stahlglocken aus Apolda auf. Diese wurden aufgrund des geringen Materialwerts von einer erneuten Beschlagnahme im Zweiten Weltkrieg verschont. Die in die Jahre gekommenen Stahlglocken ließ die Pfarrei Adlkofen im Jahr 1964 durch fünf neue Glocken mit der Tonfolge d1–fis1–a1–h1–d2 ersetzen. Diese stammen aus der Gießerei Perner in Passau und wurden am 10. Mai 1964 geweiht. In der folgenden Übersicht sind die Glocken im Einzelnen aufgelistet:
| Nr. | Name               | Gussjahr | Gießer                | Gewicht [kg] | Durchmesser [cm] | Höhe ohne Krone [cm] | Schlagton | Aufschrift                                                                                  | Relief                         |
| --- | ------------------ | -------- | --------------------- | ------------ | ---------------- | -------------------- | --------- | ------------------------------------------------------------------------------------------- | ------------------------------ |
| 1.  | St. Antonius       | 1964     | Rudolf Perner, Passau | 1.540        | 139,5            | 100                  | d1        | HEILIGER ANTONIUS BITTE FÜR UNS UND DEN STIFTER ANTON DREXLER PATZING                       | St. Antonius mit dem Jesuskind |
| 2.  | St. Franz Xaver    | 1964     | Rudolf Perner, Passau | 837          | 112              | 87                   | fis1      | HEILIGER FRANZ XAVER BEHÜTE DEN STIFTER DEN BÜRGERMEISTER VON ADLKOFEN FRANZ XAVER HOFBAUER | St. Franz Xaver                |
| 3.  | St. Maria          | 1964     | Rudolf Perner, Passau | 483          | 94,5             | 72                   | a1        | UNTER DEINEN SCHUTZ STELLEN WIR UNS ALLE                                                    | Maria mit dem Jesuskind        |
| 4.  | St. Thomas         | 1964     | Rudolf Perner, Passau | 341          | 84               | 63                   | h1        | HEILIGER THOMAS SCHÜTZE DIE GEMEINDE DIE DIESE GLOCKE GESTIFTET HAT                         | St. Thomas                     |
| 5.  | Arme-Seelen-Glocke | 1964     | Rudolf Perner, Passau | 189          | 71               | 51                   | d2        | O HERR GIB IHNEN DIE EWIGE RUHE                                                             | Arme Seelen im Fegefeuer       |